# 河面 (津山市)
河面（こうも）は岡山県津山市にある地名。郵便番号は708-1115。

## 地理
加茂川の東に位置する。東は田熊、北は近長、西は高野本郷、押入、南は河辺、新田、福井に接する。

### 河川
- 加茂川

## 歴史

### 沿革
- 1889年6月1日 - 町村制施行により、勝北郡河面村が同郡田熊村、近長村、福井村と合併、広野村となる。河面村は大字河面となる。
- 1900年4月1日 - 勝北郡が勝南郡と合併し、勝田郡となる。
- 1954年7月1日 - 広野村が周辺の村とともに津山市に編入される。

## 世帯数と人口
2021年（令和3年）1月1日現在の世帯数と人口は以下の通りである。
| 町丁 | 世帯数  | 人口  |
| ---- | ------- | ----- |
| 河面 | 345世帯 | 867人 |

## 小・中学校の学区
市立小・中学校に通う場合、学区は以下の通りとなる。
| 番地 | 小学校             | 中学校               |
| ---- | ------------------ | -------------------- |
| 全域 | 津山市立広野小学校 | 津山市立津山東中学校 |

## 交通

### 道路
- 国道429号

## 施設
- 清瀧寺